# Едвард Раус
Едвард Джон Ра́ус (прізвище може транскрибуватись як Роус або Раут, англ. Edward John Routh; 20 січня 1831, Квебек — 7 червня 1907, Кембридж) — англійський механік і математик, член Лондонського королівського товариства (1872). Він також багато зробив для систематизації математичних методів теоретичної механіки і висунув низку ідей, що мають вирішальне значення для розвитку сучасної теорії керування.

## Біографія
Едвард Джон Раус народився в канадському місті Квебек, де у той час перебував його батько сер Рендольф Ішем Раус (англ. Randolph Isham Routh; 1782—1858), який прослужив у британській армії 37 років. Батько брав участь у битві під Ватерлоо; у 1826 році став комісар-генералом. Мати Рауса — франко-канадка Марі Луїза Ташро (англ. Marie Louise Taschereau; 1810—1891) — була сестрою майбутнього кардинала і Архієпископа Квебекського Е.-А. Ташро. У 1842 році сім'я перебралась до Англії та оселилась у Лондоні.
У 1847—1849 роках Раус навчався в Лондонському Університетському коледжі і після його закінчення отримав ступінь бакалавра; тоді ж (завдяки впливу А. де Моргана, під керівництвом якого Раус вивчав математику) він вирішив зробити кар'єру математика. У 1850—1854 роках Е. Дж. Раус продовжив своє навчання у Кембриджському університеті, де здобув ступінь магістра. При цьому на випускному екзамені (трайпос) з математики Раус посів перше місце (другим був Дж. К. Максвелл; за рішенням екзаменаційної комісії престижний Приз Сміта було розділено між ними порівну — перший випадок в історії призу).
З 1855 до 1888 року Раус викладає математику в Кембриджському університеті, професор; у 1888 році покинув викладання і займався лише дослідницькою роботою.
31 серпня 1864 року Раус одружився з Гільдою Ейрі (англ. Hilda Airy; 1840—1916), старшою донькою англійського астронома і механіка Джорджа Бідделла Ейрі, директора Гринвіцької обсерваторії. У них було п'ятеро синів і дочка.
У Кембриджі Раус проявив себе як блискучий педагог; за час роботи в університеті він працював приблизно із 700 учнями, багато з яких пізніше успішно займалися науково-дослідною роботою (серед них — такі великі вчені, як Дж. В. Релей, Дж. Г. Дарвін, Дж. Дж. Томсон, Дж. Лармор, А. Н. Вайтгед). З приводу педагогічних талантів Рауса розповідали історію про те, що один зі студентів, які вивчали гідродинаміку, ніяк не міг зрозуміти, як хоч що-небудь може плавати; після роз'яснень Рауса студент пішов і тепер уже не розумів, як хоч що-небудь може потонути.
У 1854 році Раус був обраний членом Кембриджського філософського товариства; в 1856 році він став одним із засновників Лондонського математичного товариства. Був також обраний членом Королівського астрономічного товариства (1866) і Лондонського королівського товариства (1872).
Багато своїх наукових результатів, отриманих в ході вирішення різних задач механіки, Раус включив в свій трактат «Трактат про динаміку системи твердих тіл» (англ. «An elementary treatise on the dynamics of a system of rigid bodies»), що вийшов першим виданням у 1860 році, а при наступних виданнях збільшив обсяг до двох томів. Трактат став класичним твором з теоретичної механіки і характеризувався А. Зоммерфельдом як «колекція задач, унікальна за своїм різноманіттям та багатством»; трактат не раз перевидавався у Великій Британії та перекладався іншими мовами.
7 червня 1907 року Раус помер й був похований у Черрі Гілтон біля Кембриджа.

## Наукова діяльність
Основні дослідження Е. Дж. Рауса належать до теорії стійкості руху, аналітичної механіки та динаміки твердого тіла. Займався також й іншими питаннями математики і механіки (зокрема, досліджував динаміку нитки).

### Теорія стійкості
У 1875 році Раус розв'язав задачу Максвелла, яку той сформулював у 1868 році на засіданні Лондонського математичного товариства: знайти зручний для практичного застосування критерій стійкості многочлена довільного степеня з дійсними коефіцієнтами (стійким многочленом називається такий многочлен, у якого дійсні частини усіх коренів є від'ємними). Раус запропонував алгоритм (алгоритм Рауса), що передбачає побудову за коефіцієнтами многочлена деякої таблиці (схема Рауса) і дозволяє за допомогою простих арифметичних операцій за скінченне число кроків з'ясувати, чи буде конкретний многочлен стійким чи ні.
Слід зазначити, що у 1895 році А. Гурвіц встановив інший (еквівалентний) критерій стійкості многочлена з дійсними коефіцієнтами — критерій Гурвіца (часто його називають критерієм Рауса — Гурвіца), що зводиться до умови додатності деяких визначників, складених з коефіцієнтів многочлена. Практика показала, що для вияснення стійкості конкретного многочлена (з числовими коефіцієнтами) є зручнішим алгоритм Рауса, а при вивченні стійкості многочленів записаних у загальному виді ефективнішим є критерій Гурвіца.
Значний внесок зробив Раус у розвиток теорії стійкості руху. Якщо стійкість положень рівноваги механічних систем розглядалась ще Лагранжем, а стійкість планетних рухів — П.-С. Лапласом та С.-Д. Пуассоном, то Е. Дж. Раус і М. Є. Жуковський у 70-80-х роках XIX століття завершили розвиток класичної теорії стійкості за першим наближенням і добились перших значних успіхів при вивченні стійкості руху у загальній постановці.
При цьому погляди Рауса («Трактат про стійкість заданого стану руху», 1877) і Жуковського (1882) відрізнялися у самому визначенні поняття стійкості руху: у Жуковського у визначенні стійкості руху йшлося про стійкість траєкторій точок механічної системи, а Раус називав рух стійким, якщо збурення, що були в початковий момент часу малими, продовжували бути малими і при подальшому русі; проте поняття про малість збурень у нього (як і у Жуковського) залишається нечітким. Строге і загальне визначення стійкості руху було сформульоване згодом О. М. Ляпуновим.

### Аналітична механіка
У 1876 році Раус розробив метод виключення циклічних координат з рівнянь руху механічних систем і у зв'язку з цим запропонував новий різновид рівнянь руху систем з ідеальними двосторонніми голономними в'язями — рівняння Рауса, що отримало різноманітні застосування в аналітичній механіці. Їх складання передбачає розділення узагальнених координат на дві групи; рівняння Рауса мають для координат однієї з цих груп лагранжеву, а для координат другої групи — гамільтонову форму. Процедура складання рівнянь Рауса для конкретної системи починається із знаходження явного виду уведеної Раусом функції, котру він сам називав «видозміненою функцією Лагранжа» і яку згодом стали називати «функцією Рауса».
Метод виключення циклічних координат був застосований Раусом, зокрема, при дослідженні стаціонарних рухів консервативних систем з циклічними координатами — рухів, при яких залишаються постійними циклічні швидкості і позиційні (тобто не циклічні) координати. В рамках цього дослідження була доведена теорема Рауса: якщо у стаціонарному русі наведена потенційна енергія системи (потенціал Рауса) має строгий локальний мінімум, то даний рух є стійким відносно позиційних координат і швидкостей.
У 1877 році Раус, обговорюючи можливість застосування рівнянь Лагранжа до неголономних систем, запропонував модифікувати дані рівняння шляхом введення у їх праві частини доданків з невизначеними множниками (число яких дорівнює кількості додатково накладених в'язей).

### Динаміка твердого тіла
Раусу належить розв'язання багатьох задач динаміки абсолютно твердого тіла і систем твердих тіл. Велику увагу Раус приділяв задачам теорії удару, і в його працях було розроблено загальну теорію співударяння твердих тіл. При цьому Раус розглядає співударяння не лише абсолютно гладких, але й шорстких тіл (коли має місце ударне тертя); узагальнюючи експериментальні дані А. Морена, він формулює положення про те, що відношення дотичної і нормальної складових ударного імпульсу — таке ж, як і співвідношення дотичної і нормальної складових реакцій в'язі за умов сухого тертя, тобто збігається з коефіцієнтом тертя (це положення тепер відоме як гіпотеза Рауса). Раусу належить і поширення рівнянь Лагранжа другого роду на системи з ударними силами.

## Публікації
- Routh E. . A treatise of a stability of a given state of motion. — London : MacMillan, 1877.
- Раус, Э. Дж. . Динамика системы твёрдых тел. Т. I. — М. : Наука, 1983. — 464 с.
- Раус, Э. Дж. . Динамика системы твёрдых тел. Т. II. — М. : Наука, 1983. — 544 с.